# Josef Thaler
Josef Thaler (ur. 28 sierpnia 1930) – austriacki saneczkarz, dwukrotny medalista mistrzostw świata i brązowy medalista mistrzostw Europy.

## Kariera
Największy sukces w karierze osiągnął w 1955 roku, kiedy w parze z Hansem Krausnerem zdobył złoty medal w dwójkach podczas mistrzostw świata w Oslo. Była to pierwsza edycja zawodów tego cyklu, Austriacy zostali więc pierwszymi w historii mistrzami świata w dwójkach. Na tych samych mistrzostwach zajął też drugie miejsce w jedynkach, rozdzielając na podium Norwega Antona Salvesena i swego rodaka, Josefa Issera. Na rozgrywanych rok później mistrzostwach Europy w Imst w parze z Luisem Poschem zajął trzecie miejsce w dwójkach. Na tej samej imprezie był też szósty w jedynkach.